# Nina Wolf
Nina Wolf (* 25. Januar 1978) ist eine deutsche Tischtennis-Bundesligaspielerin. Bei Deutschen Einzelmeisterschaften der Erwachsenen gewann sie eine Bronzemedaille.

## Werdegang
Schon in frühen Jahren machte Nina Wolf die Fachwelt auf sich aufmerksam. Mehrmals wurde sie Deutsche Meisterin bei den Schülerinnen und Mädchen. Von 1995 bis 2000 gewann sie viermal die Hessenmeisterschaft im Einzel. Mit der Mannschaft des TTC Assenheim wurde sie 1994 Meister der 2. BL Süd und stieg damit in die Bundesliga auf.
Ihr größter Erfolg war Bronze im Doppel mit Elke Schall bei der Deutschen Meisterschaft 1997.

## Turnierergebnisse
| Verband | Veranstaltung                   | Jahr | Ort            | Land | Einzel | Doppel | Mixed | Team |       |
| ------- | ------------------------------- | ---- | -------------- | ---- | ------ | ------ | ----- | ---- | ----- |
| GER     | Bundesranglistenturnier Schüler | 1991 | Frankenthal    | GER  | Silber |        |       |      | [ 5 ] |
| GER     | Bundesranglistenturnier Schüler | 1992 | Metzingen      | GER  | Silber |        |       |      | [ 5 ] |
| GER     | Deutsche Meisterschaft Schüler  | 1990 | Marpingen      | GER  |        | Silber |       |      | [ 6 ] |
| GER     | Deutsche Meisterschaft Schüler  | 1991 | Aschaffenburg  | GER  | Silber | Bronze |       |      | [ 6 ] |
| GER     | Deutsche Meisterschaft Schüler  | 1992 | Goslar         | GER  | Silber | Gold   | Gold  |      | [ 6 ] |
| GER     | Deutsche Meisterschaft Mädchen  | 1992 | Kerpen         | GER  | Gold   | Bronze |       |      | [ 7 ] |
| GER     | Deutsche Meisterschaft Mädchen  | 1993 | Stadtallendorf | GER  | Silber |        |       |      | [ 7 ] |
| GER     | Deutsche Meisterschaft Mädchen  | 1994 | Kleinostheim   | GER  | Gold   | Silber |       |      | [ 7 ] |
| GER     | Deutsche Meisterschaft Mädchen  | 1995 | Rodenkirchen   | GER  |        | Gold   |       |      | [ 7 ] |
| GER     | Deutsche Meisterschaft Junioren | 1996 | Oberderdingen  | GER  |        | Silber |       |      | [ 8 ] |
| GER     | Deutsche Meisterschaft Junioren | 1997 | Bad Segeberg   | GER  |        | Bronze |       |      |       |
| GER     | Deutsche Meisterschaft Junioren | 1999 | Worms          | GER  |        | Silber |       |      | [ 8 ] |